# Лигурийская республика
Лигури́йская респу́блика (итал. Repubblica Ligure) — государственное образование в Северной Италии в 1797—1805 и 1814 годах.
В 1797 году, после завершения Итальянской кампании, Наполеон Бонапарт преобразовал оккупированные территории Генуэзской республики в протекторат республиканской Франции под названием Лигурийская республика.
Сувереном Лигурийской республики являлась совокупность её граждан. Законодательным органом являлся Законодательный Корпус, состоящий из двух советов — Совета Синьоров и Совета Шестидесяти. Исполнительным органом была Директория, состоявшая из пяти членов.
В 1805 году республика была присоединена к Французской империи в качестве департамента. Кроме современного региона Лигурия, территория республики включала остров Капрая-Изола (сегодня — в Тоскане) и часть современного Пьемонта. Население Лигурийской республики составляло около 600 тысяч жителей, из них около 90 тысяч в самой Генуе.
После падения Наполеона Лигурийская республика была восстановлена и просуществовала с 28 апреля до 28 июля 1814 года (после Ста дней), после чего стала частью Сардинского королевства, к которому была официально присоединена 3 января 1815 года.
На протяжении своего существования, Лигурийская республика официально использовала символы Генуэзской республики.